# Certificazione 100% Made in Italy
La certificazione 100% Made in Italy in linea con la Legge 166 del 2009 comporta la sussistenza di specifici requisiti di prodotto e di sistema quali:

- fabbricazione interamente Italiana;
- semilavorati prodotti esclusivamente in Italia;
- Tracciabilità delle lavorazioni e materiali.
- Materiali naturali di qualità.
- disegni e progettazione esclusivi dell'azienda;
- adozione di lavorazioni tradizionali e tipiche Italiane;
- Conformità a norme igienico-sanitarie e sicurezza sul lavoro.
- prodotti conformi alle norme cogenti applicabili.

L'Istituto Tutela Produttori Italiani (ITPI) è l'unica organizzazione nazionale che ha elaborato e rilascia la certificazione 100% Made in Italy sulla base di un disciplinare in osservanza della legge 166 del 2009.

## Storico
La certificazione ha un'ampia storicità già prima del riconoscimento del 100% Made in Italy nella Normativa Italiana attraverso la legge 166 del 2009.

"La cittadinanza 100% Made in Italy" si è avviata già con la finanziaria del 2004 (legge 350/2003) ma non ha avuto concreto seguito.

Nel 2009 con la Legge 99, modificata e approvata in via definitiva dalla Legge 166, non solo c'è stato il riconoscimento del 100% Made in Italy ma sono stati specificati anche i requisiti.

Diretta conseguenza di ciò è stata la possibilità di attivazione della Certificazione volontaria sul 100% Made in Italy da parte delle Aziende.

## Contenuto
Legge 166 del 2009 Art. 16.

"Made in Italy e prodotti interamente italiani"

1. Si intende realizzato interamente in Italia il prodotto o la merce, classificabile come Made in Italy ai sensi della normativa vigente, e per il quale il disegno, la progettazione, la lavorazione ed il confezionamento sono compiuti esclusivamente sul territorio italiano.

[...]

## Effetti
I prodotti realizzati interamente in Italia possono legalmente giustificare il valore con l'adozione della certificazione 100% Made in Italy.

La certificazione 100% Made in Italy serve anche a dimostrare la differenza tra il contenuto di qualità 100% Made in Italy rispetto alla mera definizione doganale "Made in Italy" (definizione che può essere usata anche per prodotti realizzati fino al 49% all'estero).